# TORRO等級
TORRO等級（英語：TORRO tornado intensity scale，簡寫為T-scale），是一種以等級T0－T11來區分龍捲風強度的評估系統。這個系統是由英國氣象組織「龍捲風與風暴研究組織」（Torro）的Terence Meaden提出的，並可作為蒲福等級的延伸。
T0一般無法對村莊造成危害，而T11表示在人類歷史中觀測到最大強度的龍捲風。